# Coupe de France de football des patronages
La coupe de France de football des patronages est une compétition française de football qui est disputée chaque année depuis 1904. Elle est d'abord organisée sous la forme d'un championnat jusqu'en 1921, puis transformée en coupe, par la Fédération gymnastique et sportive des patronages de France devenue, en 1947, Fédération sportive de France et, depuis 1968, Fédération sportive et culturelle de France. Elle regroupe les clubs affiliés à cette fédération.

## Histoire
Le bulletin des patronages de janvier 1900 attire sur quatre pages l'attention des directeurs sur le football, activité importée d'outre-manche, sans lui prêter grand avenir. Quatre ans plus tard est créé le championnat de France de la Fédération gymnastique et sportive des patronages de France (FGSPF), bien avant que celle-ci se décide à accorder ce titre à l'un des concours de gymnastique qu'elle organise pourtant régulièrement depuis 1898. 
La FGSPF organise un match international à Gentilly avec l'Angleterre en 1909 et avec la Belgique en 1910 puis, en 1921 à Gentilly, la première finale de la coupe de France masculine FGSPF qui voit la victoire de la Sportive d'Ivry-Port sur la Saint-Charles de Chennevières.
Pour défendre cette discipline face à l'inertie de l'Union des sociétés françaises de sports athlétiques (USFSA), son secrétaire général Charles Simon fonde le 26 mars 1907 le Comité français interfédéral (CFI) qui se transforme en Fédération française de football (FFF) le 7 avril 1919 au siège même de la FGSPF avec le nouveau secrétaire général de la FGSPF, Henri Delaunay, pour secrétaire général alors que la présidence revient à un sympathisant notoire, Jules Rimet. Ainsi les rapports entre les deux fédérations restent longtemps excellents. Ce championnat, qui prend ensuite le nom de « challenge Albert Jolly », subit une nouvelle interruption en 1940 et 1941 ; il reprend cependant pendant les deux dernières années de l'occupation, la FGSPF prenant transitoirement le sigle d'Union gymnique et sportive des patronages de France (UGSPF).
Après la Seconde Guerre mondiale, la Fédération sportive de France (FSF) qui prend la relève de la FGSPF n'organise plus qu'une « coupe de France » et l'absence de dates réservées aux fédérations affinitaires ne tarde pas à en compliquer le fonctionnement, entraînant de nombreux forfaits et hypothéquant parfois l'organisation des finales. En 1953, sous la présidence d'Emmanuel Gambardella à la FFF l'établissement d'un protocole permet une amélioration transitoire notoire de la situation. En 1960 la FSF invente le football à 7 en Savoie et devient en 1968 la Fédération sportive et culturelle de France (FSCF). À partir de 1981 et en dépit de la signature d'une convention avec la FFF, le calendrier devient de plus en plus malaisé à établir et les compétitions  s'en ressentent. En 1970, comme précédemment en 1963, la finale de la coupe ne peut être disputée faute de dates libres.

## Palmarès

### Coupe de FranceFGSPF/UGSPF(1905-1948)
Sources : Éphéméride Robert Hervet.

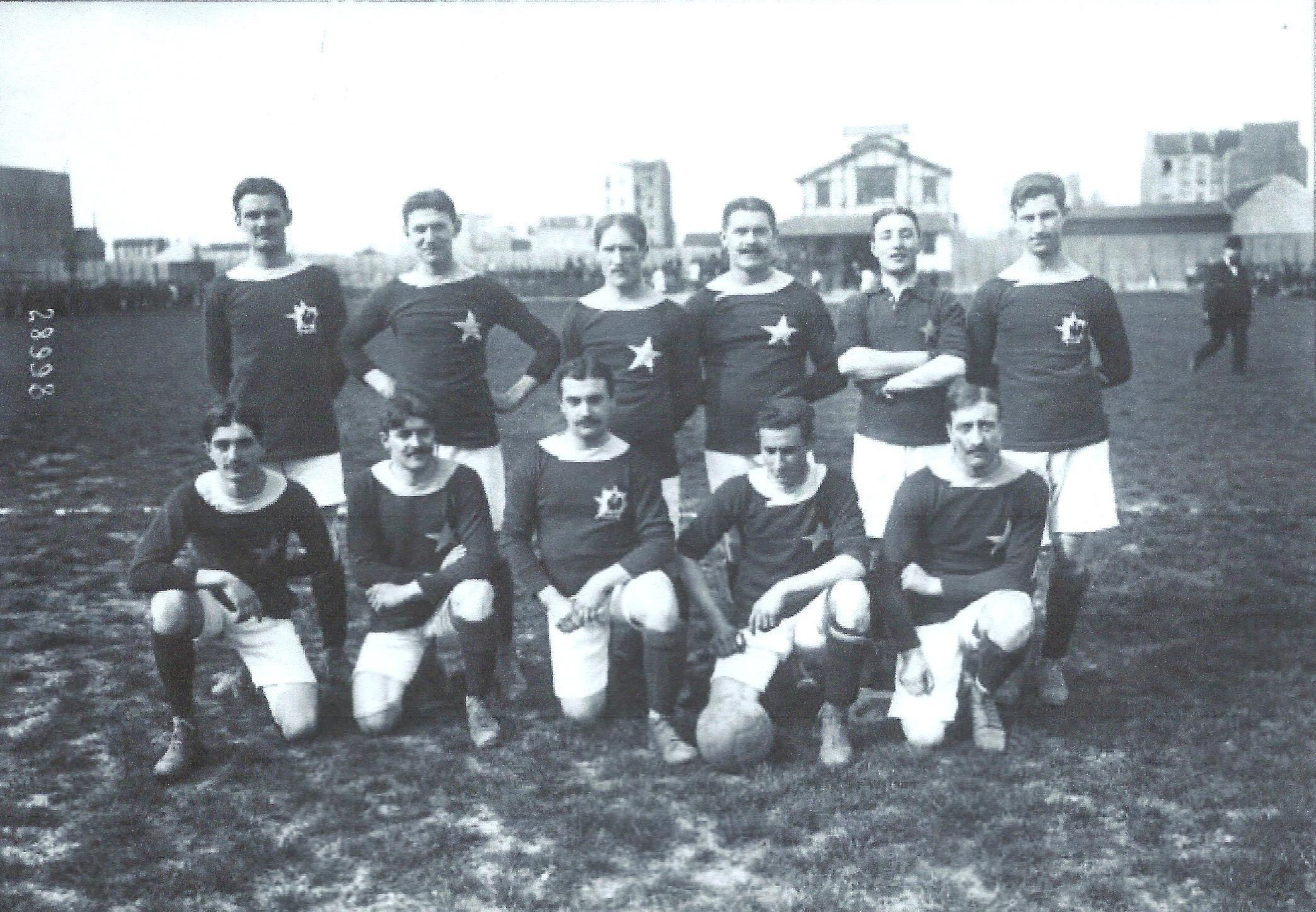
L'Étoile des Deux Lacs, six fois championne de France FGSPF entre 1905 et 1913.

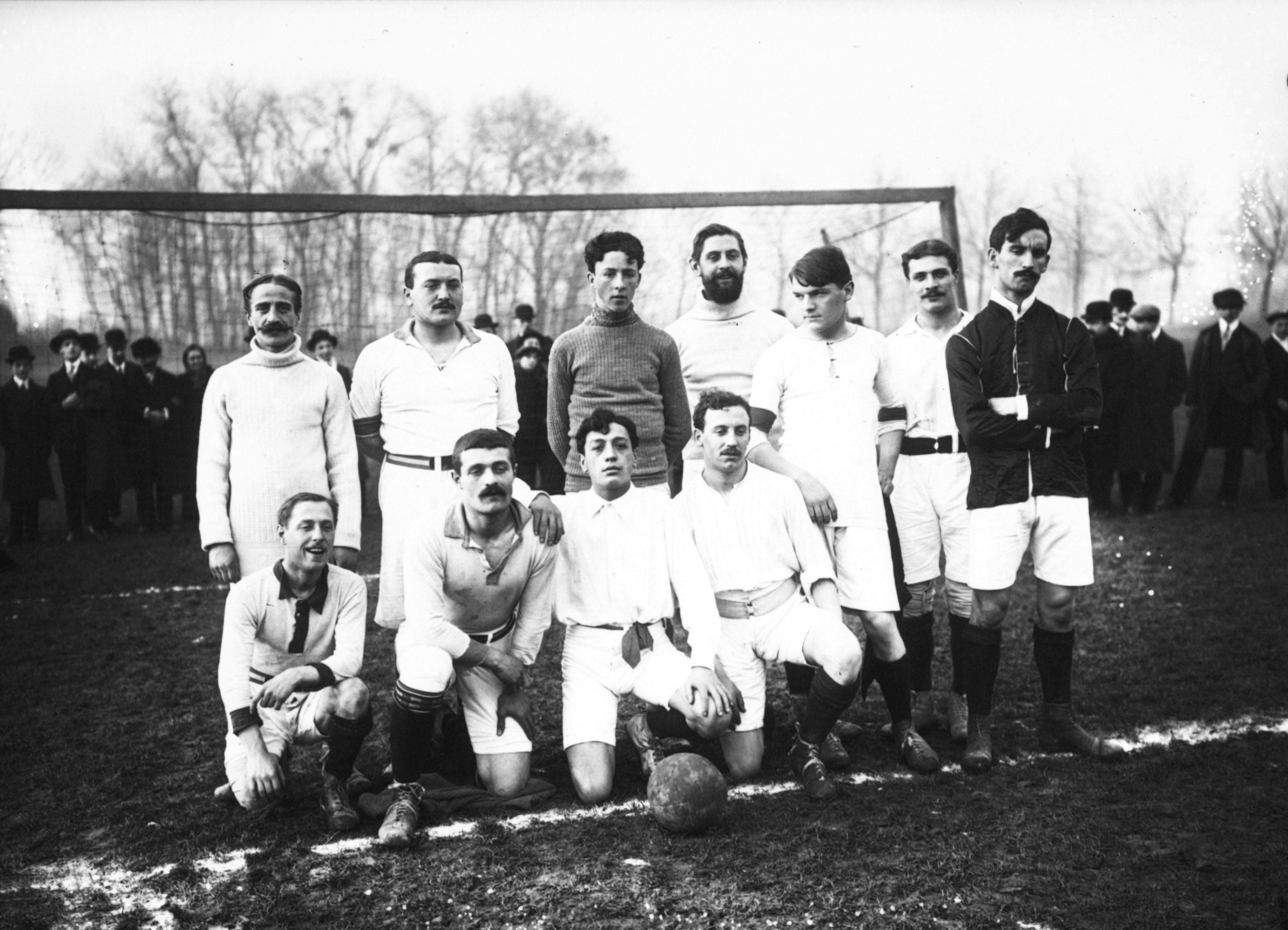
Le patronage Pitray Olier, champion de France FGSPF en 1907, 1910, 1914 et 1992.

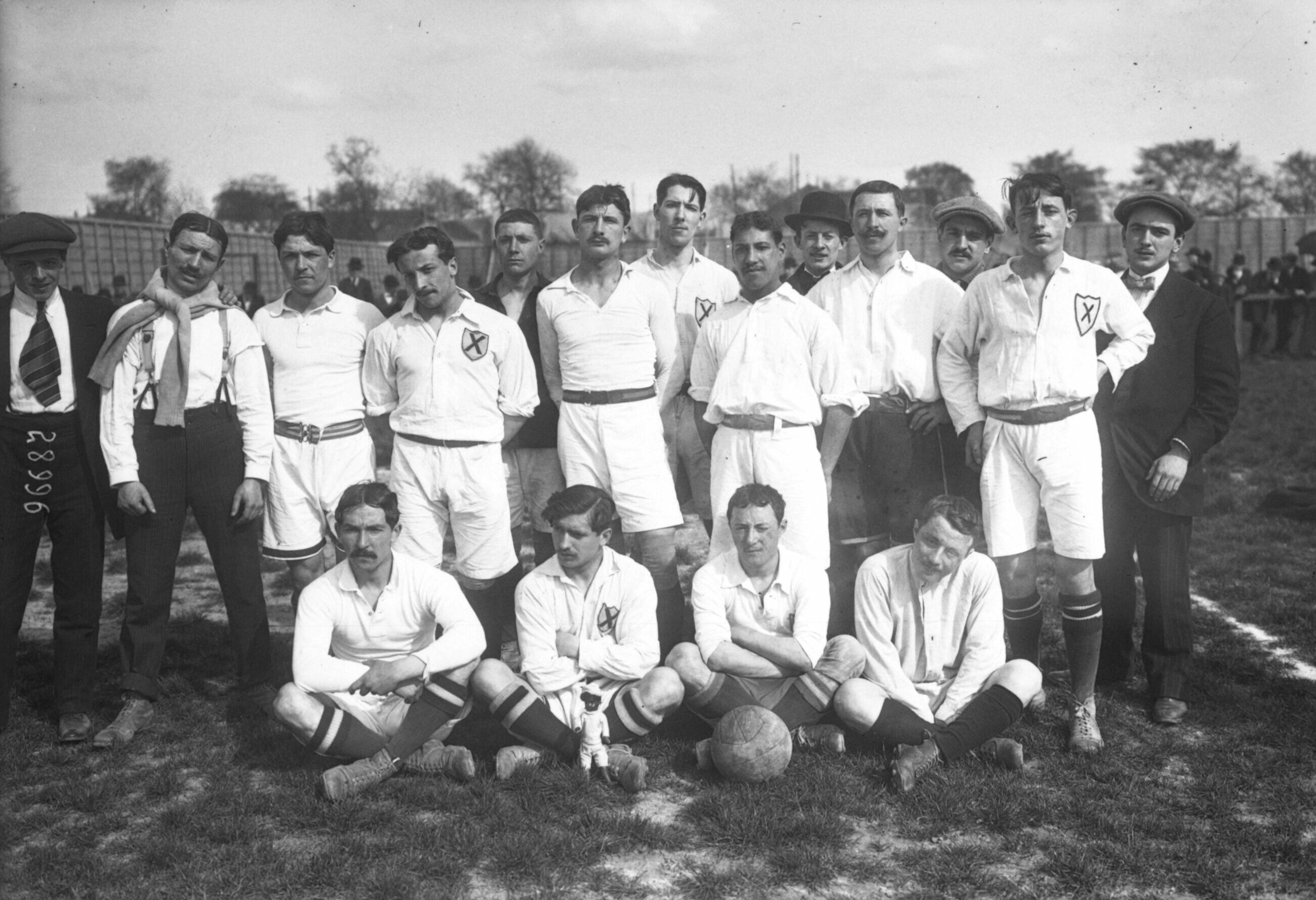
Les Bons gars de Bordeaux, champions de France FGSPF en 1909 et 1927.

| Édition                                                         | Vainqueur                      | Finaliste                           | Score    | Lieu de la finale               |
| --------------------------------------------------------------- | ------------------------------ | ----------------------------------- | -------- | ------------------------------- |
| 1904-1905                                                       | Étoile des deux lacs           | CS Maison-Lafitte                   | forfait  |                                 |
| 1905-1906,                                                      | Étoile des deux lacs           | Notre-Dame de Toutes-Grâces         | 5-2      | Rennes (vélodrome Laënnec)      |
| 1906-1907                                                       | Étoile des deux lacs           | Cadets de Bretagne                  | 11-1     | Rennes                          |
| 1907-1908                                                       | Patronage Olier                | Cadets de Bretagne                  | 8-0      | Rennes                          |
| 1908-1909                                                       | Bons Gars Bordeaux             | AJ Auxerre                          | 5-1      | Gentilly                        |
| 1909-1910                                                       | Patronage Olier                | Bons Gars de Bordeaux               | 11-0     | Bordeaux                        |
| 1910-1911                                                       | Étoile des deux lacs           | Étoile sportive Mont-de-Marsan      | 5-1      | Paris (Bagatelle)               |
| 1911-1912                                                       | Étoile des deux lacs           | Bons Gars Bordeaux                  | 6-2      | Bordeaux                        |
| 1912-1913                                                       | Étoile des deux lacs           | Bons Gars Bordeaux                  | 5-1      | Arcueil                         |
| 1913-1914                                                       | Patronage Olier                | Bons Gars Bordeaux                  | 3-1      | Paris                           |
| Championnats interrompus pour cause de Première Guerre mondiale |                                |                                     |          |                                 |
| 1916-1917                                                       | Bousboutte Besançon            | Étoile sportive Mont-de-Marsan      | 3-1      | Paris                           |
| 1917-1918                                                       | Étoile sportive Mont-de-Marsan | Étoile sportive bienfaisance Paris  | 2-0      | Cognac                          |
| 1918-1919                                                       | Annulé                         | Annulé                              | Annulé   | Annulé                          |
| 1919-1920                                                       | ASC Saint-Jean de Luz          | Bousbotte Besançon                  | 3-2      |                                 |
| 1920-1921                                                       | US Beauregard Laval            | AFBC Blois                          | 8-3      | Angers                          |
| 1921-1922                                                       | ASC Saint-Jean de Luz          | Les Jeunes Chaumont                 | 3-0      | Gentilly                        |
| 1922-1923                                                       | ASC Saint-Jean de Luz          | Les Jeunes Chaumont                 | 4-2      | La Courneuve                    |
| 1923-1924                                                       | Rhône sportif                  | US Beauregard Laval                 | 2-1      | La Courneuve                    |
| 1924-1925                                                       | Le Drapeau Fougères            | Rhône sportif                       | 1-0      | Arcueil (La Vache-Noire)        |
| 1925-1926                                                       | Armoricaine de Brest           | ASC Saint-Jean de Luz               | 3-0      | Paris (Stade de la Porte-Dorée) |
| 1926-1927                                                       | Bons gars Bordeaux             | Le Drapeau Fougères                 | forfait  |                                 |
| 1927-1928                                                       | Le Drapeau Fougères            | Étoile sportive Mont-de-Marsan      | 5-1      | Paris (Stade Élizabeth)         |
| 1928-1929                                                       | JO Le Creusot                  | Le Drapeau Fougères                 | 5-4      | Dijon                           |
| 1929-1930                                                       | Le Drapeau Fougères            | Saint-Nicolas Haguenau              | 3-0      | Saint-Ouen (Stade de Paris)     |
| 1930-1931                                                       | Rhône sportif Terreaux         | Saint-Thomas d'Aquin Le Havre       | 2-1      | Paris (Stade Jean-Bouin)        |
| 1931-1932                                                       | JO Le Creusot                  | Élan béarnais Orthez                | 4-0      | Paris (Stade Élisabeth)         |
| 1932-1933                                                       | JO Le Creusot                  | Rhône sportif Terreaux              | 4-2      | Beaune                          |
| 1933-1934                                                       | Saint-Nicolas Haguenau         | Rhône sportif Terreaux              | 3-1      | Besançon                        |
| 1934-1935                                                       | JO Le Creusot                  | Rhône sportif Terreaux              | 3-0      | Auxerre                         |
| 1935-1936                                                       | Rhône sportif Terreaux         | La Sanfloraine Saint-Flour          | 5-1      | Le Puy-en-Velay                 |
| 1936-1937                                                       | JA Saumur                      | Rhône sportif Terreaux              | 1-0      | Saumur                          |
| 1937-1938                                                       | Rhône sportif Terreaux         | JA Saumur                           | pénalité | Le Creusot                      |
| 1938-1939                                                       | JO Le Creusot                  | Étoile de Toulon                    | 2-0      | Marseille                       |
| Championnats interrompus pour cause de Seconde Guerre mondiale  |                                |                                     |          |                                 |
| 1941-1942                                                       | ASV Reims                      | Saint-Joseph Poitiers               | 2-1      | Paris (Croix de Berny)          |
| 1942-1943                                                       | ASC Saint-Jean de Luz          | JA Saumur                           | 3-2      | Poitiers                        |
| 1943-1944                                                       | ES Versailles                  | JA Saumur                           | 4-1      | Versailles                      |
| 1944-1945                                                       | ASV Reims                      | Fraternelle Saint-Macaire en Mauges | 5-1      | Paris                           |
| 1945-1946                                                       | ASC Saint-Jean de Luz          | ASP Belfort                         | 4-0      | Paris                           |
| 1946-1947                                                       | ASC Saint-Jean de Luz          | Arago sport orléanais               | 4-0      | Poitiers                        |
| 1947-1948                                                       | SA Épinal                      | ASC Saint-Jean de Luz               | 2-1      | Orléans                         |

### Coupe de FranceFSF(1949-1967)
Sources : Éphéméride Jean-Marie Jouaret complété par la compilation des Jeunes.
| Édition   | Vainqueur                              | Finaliste                              | Score  | Lieu de la finale |
| --------- | -------------------------------------- | -------------------------------------- | ------ | ----------------- |
| 1948-1949 | SA Épinal                              | Arago sport orléanais                  | 2-1    | Auxerre           |
| 1949-1950 | SA Épinal                              | Arago sport orléanais                  | 4-0    | Besançon          |
| 1950-1951 | SA Épinal                              | Chamois niortais FC                    | 2-1    | Tours             |
| 1951-1952 | Arago sport orléanais                  | CEP Poitiers                           | 1-0    | Châteaubriant     |
| 1952-1953 | ASC Saint-Jean de Luz                  | Arago sport orléanais                  | 7-0    | Bressuire         |
| 1953-1954 | SA Épinal                              | US Beauregard Laval                    | 4-2    | Épinal            |
| 1954-1955 | Le Chantier                            | US Beauregard Laval                    | 2-0    | Poitiers          |
| 1955-1956 | Stade brestois                         | Cercle d'éducation physique de Lorient | 2-1    | Lorient           |
| 1956-1957 | Stade brestois                         | Cercle d'éducation physique de Lorient | 3-2    | Douarnenez        |
| 1957-1958 | Voltigeurs de Châteaubriant            | Stade brestois                         | 3-2    | Châteaubriant     |
| 1958-1959 | Stella Maris Douarnenez                | Chamois niortais FC                    | 5-4    | Douarnenez        |
| 1959-1960 | Stella Maris Douarnenez                | SR Haguenau                            | 3-1    | Douarnenez        |
| 1960-1961 | Chamois niortais FC                    | Enfants de France Bergerac             | 1-0    | Niort             |
| 1961-1962 | Cercle d'éducation physique de Lorient | Stade brestois                         | 2-0    | Lorient           |
| 1962-1963 | Annulé                                 | Annulé                                 | Annulé | Annulé            |
| 1963-1964 | Union Clissons Korrigans Vannes        | Landivisiau                            | 2-1    | Landivisiau       |
| 1964-1965 | Stella Maris Douarnenez                | CEP Lorient                            | 2-1    | Concarneau        |
| 1965-1966 | Stella Maris Douarnenez                | Stade brestois                         | 2-1    | Douarnenez        |
| 1966-1967 | Coqs rouges Bordeaux                   | Stella Maris Douarnenez                | 3-2    | Redon             |

### Coupe de FranceFSCF(coupe du docteur Récamier) (depuis 1968)

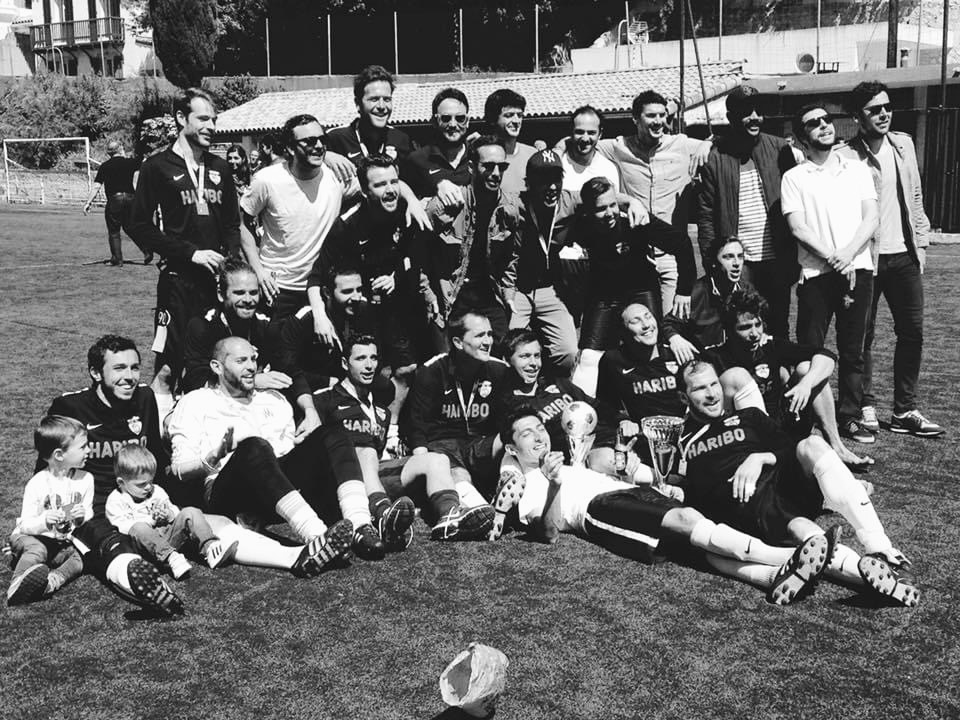
Le CASE Foyer Club Marseille, 4 fois vainqueur de la coupe de France FSCF en 2011, 2012, 2015, 2017

Sources : Éphéméride Jean-Marie Jouaret complété par la compilation des Jeunes.
| Édition    | Vainqueur                          | Finaliste                       | Score         | Lieu de la finale                     |
| ---------- | ---------------------------------- | ------------------------------- | ------------- | ------------------------------------- |
| 1967-1968  | Union athlétique du Chantier       | Vannes                          | 2-1           | Trélazé                               |
| 1968-1969  | Stade brestois                     | Chamois niortais FC             | 2-0           | Redon                                 |
| 1969-1970  | Stade brestois                     | USSC Redon                      | annulé        |                                       |
| 1970-1971  | Union Clissons Korrigans           | Union athlétique du Chantier    | 4-2           | Vannes                                |
| 1971-1972  | ASC Saint-Jean-de-Luz              | Saint-Jean Cachan               | 3-0           | Bressuire                             |
| 1972-1973  | Saint-Jean Cachan                  | Corsaires malouins Saint-Malo   | 2-0           | Cachan                                |
| 1973-1974  | Les Kériolets Pluvignier           | Stella Maris Douarnenez         | 2-0           | Pluvigner                             |
| 1974-1975  | Auray                              | La Garde Saint-Ivy              | 1-0           | Pontivy                               |
| 1975-1976  | Stade brestois                     | Stella Maris Douarnenez         | 5-4           | Douarnenez                            |
| 1976-1977  | Bleuets de Pau                     | Léopards Ploërmel               | 2-2 (3-2 tab) | Pau                                   |
| 1977-1978  | Léopards Ploërmel                  | Saint-Genest Malifaux           | 3-1           | Sermaises                             |
| 1978-1979  | CEP Lorient                        | CO Bellecroix Metz              | 3-2           | Pithiviers                            |
| 1979-1980  | AGJA Bordeaux Caudéran             | Étoile sportive Rosporden       | 3-1           | Bordeaux                              |
| 1980-1981  | Les Kériolets Pluvignier           | Patriote Malansac               | 5-2           | Saint-Nolff                           |
| 1981-1982  | Les Kériolets Pluvignier           | CEP Lorient                     | 4-1           | Pluvignier                            |
| 1982-1983  | Enfants de France Bergerac         | Jeanne d'Arc Dax                | 1-0           | Chauvigné                             |
| 1983-1984  | Saint-Colomban Locminé             |                                 | [ N 3 ]       | Bordeaux                              |
| 1984-1985  | Églantins Hendaye                  | Neuville-aux-Bois               | 3-1           | Dinard                                |
| 1985-1986  | Églantins Hendaye                  | Épi Grammond                    | N.A.          | Angers                                |
| 1986-1987  | Muzillac                           | Jeanne d'Arc Dax                | 0-0 (3-2 tab) | Dax                                   |
| 1987-1988  | Kériolets Pluvignier               | Jeanne d'Arc Bondy              | 10-3          | Biarritz                              |
| 1988-1989  | Saint-Genest Malifaux              | Avenir Plouay                   | [ N 3 ]       | Bruz                                  |
| 1989-1990  | Avant-Garde de Saint-Étienne       |                                 | [ N 3 ]       | Angers                                |
| 1990-1991  | Enfants de France Bergerac         | Jeanne d'Arc Biarritz           | 2-0           | Biarritz                              |
| 1991-1992  | Patronage Olier                    | Jeanne d'Arc Biarritz           | [ N 3 ]       | Saint-Brieuc                          |
| 1992-1993  |                                    |                                 |               | Chambéry                              |
| 1993-1994  | Élan Sportif de Montreuil          | FC Gobelins Paris               | 5-1           | Marlhes                               |
| 1994-1995  | FC Gobelins Paris                  |                                 | [ N 3 ]       | Biarritz                              |
| 1995-1996  |                                    |                                 |               | Limoges                               |
| 1996-1997  | Coqs rouges Bordeaux               | FC Gobelins Paris               | [ N 3 ]       |                                       |
| 1997-1998  |                                    |                                 |               | Auxerre                               |
| 1998-1999  | Jeanne d'Arc de Drancy             | Les amis Montigny-les-Metz      | [ N 3 ]       | Dax                                   |
| 1999-2000  | Coqs rouges Bordeaux               | FC Gobelins Paris               | [ N 3 ]       |                                       |
| 2000-2001  | Jeanne d'Arc de Drancy             | Les Iris Marseille              | [ N 3 ]       | Limoges                               |
| 2001-2002  | FC Gobelins Paris                  | Jeanne d'Arc Biarritz           | [ N 3 ]       | Chambéry                              |
| 2002-2003  | Jeanne d'Arc de Drancy             | La Garde Pont-Marzan            | [ N 3 ]       | Biarritz                              |
| 2003-2004  | FC Guistembert                     | US Stains                       | [ N 3 ]       | Saint-Julien-les-Metz                 |
| 2004-2005  | FC Gobelins Paris                  | Jeanne d'Arc de Drancy          | [ N 3 ]       | Limoges                               |
| 2005-2006  | Annulé                             | Annulé                          | Annulé        | Annulé                                |
| 2006-2007  | Nicolaïte de Chaillot              | ESD Montreuil                   | [ N 3 ]       | Drancy                                |
| 2007-2008  | Annulé                             | Annulé                          | Annulé        | Annulé                                |
| 2008-2009  | Les pas pareils Marseille          | ESD Montreuil                   | 4-1           | Montreuil                             |
| 2009-2010  | Jeanne d'Arc Vaugirard             | Les pas pareils Marseille       | [ N 3 ]       |                                       |
| 2010-2011  | CASE Foyer Club Marseille          | Jeanne d'Arc Vaugirard          | 3-0           | Paris                                 |
| 2011-2012  | CASE Foyer Club Marseille          | KNVB Foyer Club Marseille       | 2-2 (5-4 tab) | Marseille                             |
| 2012-2013  | CASE Foyer Club Marseille          | Foyer Club Marseille-AS Pebrons | 2-1           | Drancy                                |
| 2013-2014  | Foyer Club Marseille FC Toho       | Foyer Club Marseille Bompard    |               | Marseille                             |
| 2014-2015  | MSO Foyer Club Marseille           | Jeanne d'Arc Vaugirard          |               | Drancy                                |
| 2015-2016  | CASE Foyer Club Marseille          | Jeunesse Sportive Chambéry      | 2-1           | Marseille                             |
| 2016-2017  | CASE Foyer Club Marseille          | Bompard Foyer Club Marseille    | 5-1           | Drancy                                |
| 2017-2018  | Jeunesse sportive Chambéry         | Jeanne d'Arc Vaugirard Paris    | 6-0           | Marseille                             |
| 2018-2019  | Foyer club-Marseille Sud Olympique | Jeunesse sportive Chambéry      | 1-0           | Chambéry                              |
| 2019-2020  | Annulé                             | Annulé                          | Annulé        | Annulé                                |
| 2020-2021  | Annulé                             | Annulé                          | Annulé        | Annulé                                |
| 2021-2022  | Foyer club-Les collègues Marseille | Foyer club MSO                  |               | Drancy                                |
| 2022-2023  | Jeunesse sportive Chambéry         | Haut Pilat Interfoot            |               | Chambéry                              |
| 2023-2024  | Foyer Club Provence Marseille      | Haut Pilat Interfoot            | 5-2           | St Genest Malifaux et St Just Malmont |
| 2024-20245 | Haut Pilat Interfoot               | St Genest Malifaux              |               | St Genest Malifaux                    |